# 2010年世界房車錦標賽葡萄牙站
2010年世界房車錦標賽葡萄牙站是2010年度世界房車錦標賽的第五站賽事，正式比賽在2010年7月4日於葡萄牙阿爾加維國際賽道上舉行。這是歷來第四次在葡萄牙舉行賽事。第一回合由SR-Sport車隊的蒙迪路勝出，第二回合由SR-Sport車隊的泰基尼勝出。